# Mario Croci
Mario Croci (Spalato, 2 dicembre 1909 – ...) è stato un calciatore italiano, di ruolo attaccante.

## Carriera
Gioca 7 partite in Serie A con i biancorossi della Triestina.